# Tanja Fajfar
Tanja Fajfar, slovenska jezikoslovka, 31. januar 1978.

## Življenje
Tanja Fajfar se je rodila 31. januarja 1978. Obiskovala je Gimnazijo Škofja Loka, kjer je leta 1996 maturirala. Leta 2002 je diplomirala na Filozofski fakulteti v Ljubljani iz primerjalne književnosti in sociologije kulture. Njeni diplomski nalogi nosita naslov Atiška tragedija in Josip Murn: med tradicionalnim modernim. Nato se je vpisala na magistrski študij slovenistike in pred koncem magisterija, leta 2005, se ji je ponudila možnost neposrednega prehoda na doktorski študij slovenistike. Istega leta se je kot mlada raziskovalka zaposlila na Inštitutu za slovenski jezik Frana Ramovša ZRC SAZU, v takratni Sekciji za terminološke slovarje, današnji Terminološki sekciji. Leta 2011 je doktorirala z doktorsko disertacijo iz jezikoslovja z naslovom Jezikovni vidiki slovenske pravne terminologije ob primerih sodb Sodišča Evropskih skupnosti pod mentorstvom prof. dr. Andreje Žele in somentorstvom prof. dr. Mateja Accetta. Od leta 2017 pa je zaposlena kot znanstvena sodelavka na Inštitutu za slovenski jezik Frana Ramovša ZRC SAZU.

## Delo
Poleg terminologije in terminografije se Tanja Fajfar ukvarja tudi s terminološkim svetovanjem. Kot članica Terminološke sekcije strokovno odgovori ljudem, ki na spletišče, imenovano Terminologišče, jezikoslovcem postavijo vprašanja, povezana s terminologijo. Velika prednost, ki jo ima tovrstna komunikacija med ljudmi in znanstveniki, so hitri in zanesljivi odgovori. Jezikoslovka je od leta 2005 zaposlena na Inštitutu za slovenski jezik Frana Ramovša ZRC SAZU. V sklopu delovanja na inštitutu je bila vodja številnih projektov. Od leta 2013 je vodja dela za Terminološki slovar tiflopedagogike, istega leta je skupaj z jezikoslovko Matejo Jemec Tomazin prevzela vodstvo dela za Terminološki slovar agronomije, od leta 2017 pa skupaj z jezikoslovko Mojco Žagar Karer vodita delo za Kamnarski terminološki slovar. Od leta 2013 je Tanja Fajfar, članica Terminološke komisije pri Mednarodnem slavističnem komiteju, od leta 2015 je članica uredniškega odbora že prej omenjene Terminološke svetovalnice, še pomembnejšo vlogo pa ima pri ustvarjanju zbirke Terminologišče, saj je njena sourednica. 
Med njene najpomembnejše dosežke se prišteva vlogo sourednice Terminološkega slovarja avtomatike, ki je bil prvič izdan leta 2014 in vlogo urednice Pravnega terminološkega slovarja, ki je izšel leta 2018. Kot velik dosežek pa je potrebno izpostaviti tudi njeno znanstveno monografijo Terminologija v Evropski uniji, ki je bila izdana leta 2017.
Je avtorica številnih člankov znanstvene in strokovne narave, prispevkov na konferencah in samostojnih znanstvenih sestavkov. Predavala je na številnih simpozijih, preizkusila pa se je tudi v vlogah urednice, korektorice in lektorice.

### Doktorska disertacija
Jezikovni vidiki slovenske pravne terminologije ob primerih sodb Sodišča Evropskih skupnosti je naslov doktorske disertacije, ki jo je Tanja Fajfar zagovarjala leta 2011. Disertacija je nastala pod mentorstvom Andreje Žele in somentorstvom Mateja Accetta. Sami tematiki je botrovalo dejstvo, da je  Slovenija vstopila Evropsko unijo (2004). Vključitev v zvezo evropskih držav je prinesla veliko sprememb, tudi z vidika pravnega sistema, ki se je terminološko gledano razširil z novimi pojmi. Avtorica je s svojo doktorsko disertacijo opozorila na terminološke nedoslednosti in napake, ki jih je odkrila pri analizi prevedenih sodb Sodišča Evropske unije. Odkritja disertacije izpostavljajo potrebo po dosledni rabi terminologije in vzpostavitvi relevantnih terminov. Pri tujejezičnih različicah terminološke variante svetuje izogibanje prevodu in izbiro optimalnejšega izhodiščnega termina, saj bi lahko s prevajanjem prišlo do napačne interpretacije termina. Poseben poudarek je tudi na tem, da je potrebno dosledno opozarjati na napačno rabo terminologije, ki bi jo lahko odpravili s sodelovanjem prevajalcev iz pravne in jezikoslovne stroke. 

### Terminologija v Evropski uniji
V  monografiji je poudarjeno oblikovanje ter značilnosti slovenske različice terminologije v EU. Naloga omenjene terminologije je zagotovitev učinkovitega razumevanja, zaradi česar mora biti nedvoumna  in ustaljena, še posebej v primeru, ko je kontekstualno umeščena na področje prava. Temeljno načelo jezikovne ureditve EU je načelo večjezičnosti, ki je dosegljivo s pomočjo prevajanja. Z njim nastaja tudi terminologije, kjer mora pred samim imenovanjem pojma stati vsebina, za katero pa najbolje usposobljeni pravniki. 
Sodbe Evropskega sodišča prevajajo pravniki lingvisti, ki imajo diplomo z nacionalne pravne fakultete. Zaposleni so v vsaki zmed institucij v EU, s prevajanjem pa se ukvarjajo samo na sodišču, kjer prevajajo zgolj svoj materni jezik. Terminološka analiza sodb Sodišča EU, ki je predstavljena v monografiji, prikazuje, kako se je razvijala in oblikovala terminologija v sodbah in s kakšnimi problemi se pravniki lingvisti soočajo na Sodišču EU pri prevajanju sodb.